# Holstebro
Holstebro je město v Dánsku se 36 000 obyvateli. Leží na řece Storåen v severozápadní části Jutského poloostrova.

## Historie
První písemná zmínka pochází z roku 1274, kdy je zmíněna v dopise od biskupa Thyge Ribského. Roku 1552 velký požár zničil mnoho domů a příbytků. Holstebro je posádkovým městem, kde sídlí Jutský dračí pluk. Funguje zde také potravinářský, tabákový, chemický a nábytkářský průmysl.
Město má historické centrum s obchody a pěší zónou, nachází se v něm kostel z roku 1907 od architekta Vilhelma Ahlmanna a muzeum umění. Před radnicí stojí socha Alberta Giacomettiho „Žena na voze“. Vychází zde deník Dagbladet Holstebro-Struer. Dominantním sportem je házená s klubem TTH Holstebro.
V roce 1975 zde byla naměřena rekordní teplota v Dánsku 36,4 °C.
V roce 1991 se Holstebro stalo zakládajícím členem mezinárodního sdružení měst Douzelage.